# Далаба
Далаба (на френски: Dalaba) е град в Централна Гвинея, регион Маму. Административен център на префектура Далаба. Населението на града през 2014 година е 23 982 души.